# Eleutherine bulbosa
Espèce
Classification APG III (2009)
Classification phylogénétique
Synonymes
- Eleutherine palmifolia (L.) Merr.
- Eleutherine plicata Herb. ex Klatt
- Galatea americana Kuntze
- Galatea bulbosa (Mill.) Britton
- Ixia americana Aubl.
- Marica plicata Ker Gawl.
- Moraea plicata Sw.
- Sisyrinchium bulbosum Mill. - Basionyme
- Sisyrinchium palmifolium L.[2]

Eleutherine bulbosa est une espèce de plante herbacée géophyte appartenant à la famille des Iridaceae.
Eleutherine bulbosa est connue en Guyane sous les noms de Envers (le nom "Envers" peut aussi désigner Cipura paludosa ou Maranta arundinacea), Envers rouge, L'envers (Créole), Wasey (Wayãpi), Migat βey (Palikur), Inajaî (Portugais)  ou Tsumba taya (Aluku). On l'appelle aussi Échalotte caraïbe, Chans, Lanve wouj, Chalot bwa, Chalot savann, Lanve fimel ou Ti-palmist (Créole antillais), Échalotte marron (Créole haïtien), ou encore Lagrimas de la virgen (espagnol).

## Utilisations
En Guyane, cette espèce est souvent utilisée par les Créoles pour divers remèdes : soin contre les entorses, anémie, épilepsie, blessures par des clous rouillés, abortif. On lui prête aussi des vertus cicatrisantes chez les Wayãpi, antidiarrhéiques, abortives et contre la dysménorrhée chez les Palikur,, pour le soin des piqûres de raie chez les Aluku, anti-fertilisantes en Haïti (alors qu'elle favoriserait la fertilité des femmes d'après les Créoles et les Palikur du Guyana), contre les hémorroïdes et la diarrhée dans le Pará, contre les infections cutanées et la diarrhée chez les Conibos du Pérou, contre les Parasites intestinaux, dans le soin des plaies ou pour les menstruations insuffisantes ou absentes aux Antilles.
Il s'agit aussi d'une plante considérée comme magique aux Antilles (où elle porterait chance), et dans les sociétés chamaniques amazoniennes du Pérou qui la qualifient de plantas con madre (plantes avec une mère) : elle est utilisée dans le rituel initiatique des futurs guérisseurs afin que des esprits transmettent les secrets de la médecine naturelle. On la prescrirait aussi aux chiens de chasse pour améliorer leur capacité à pister les pécaris en Amazonie

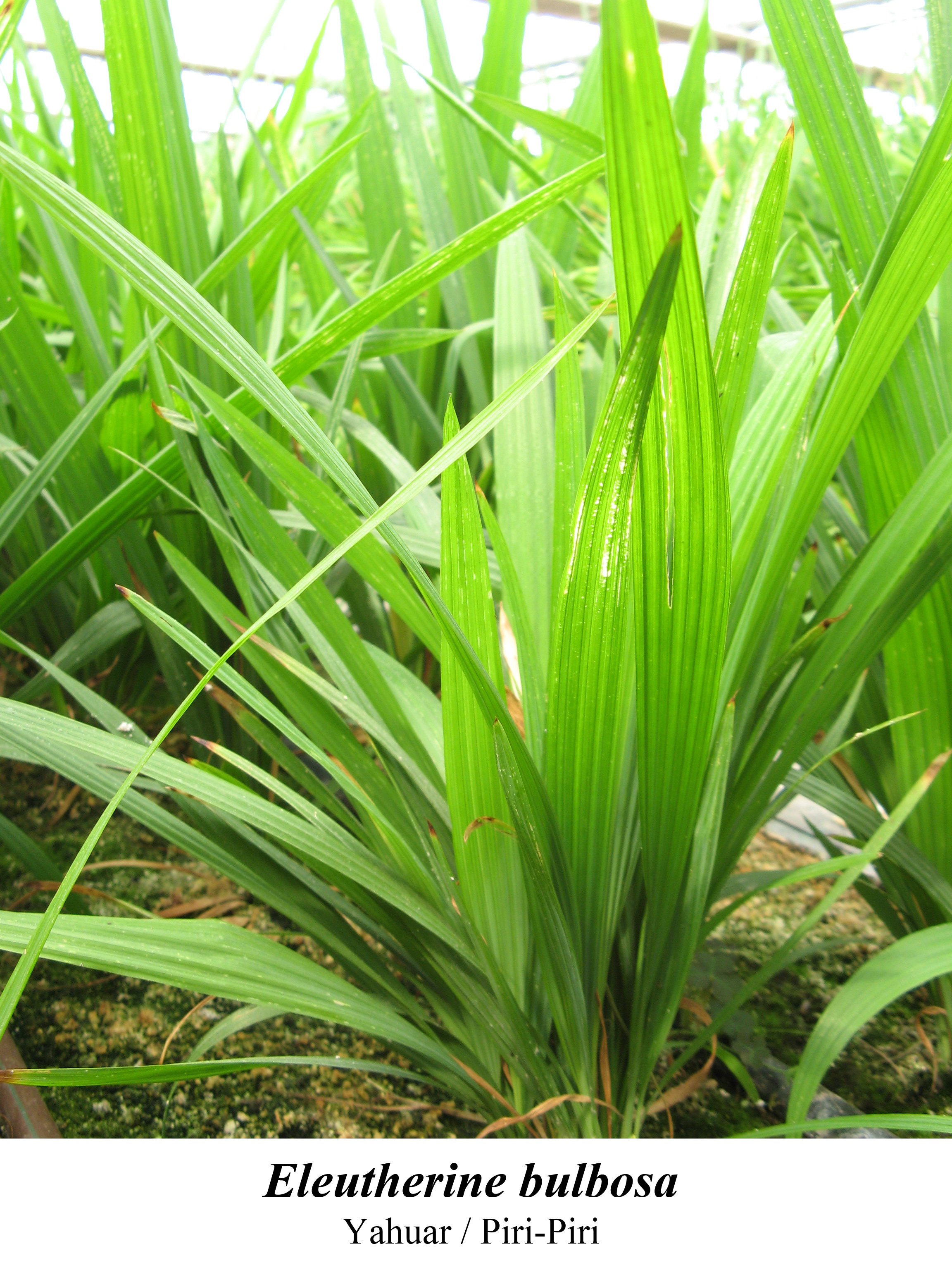
Pied de Eleutherine bulbosa
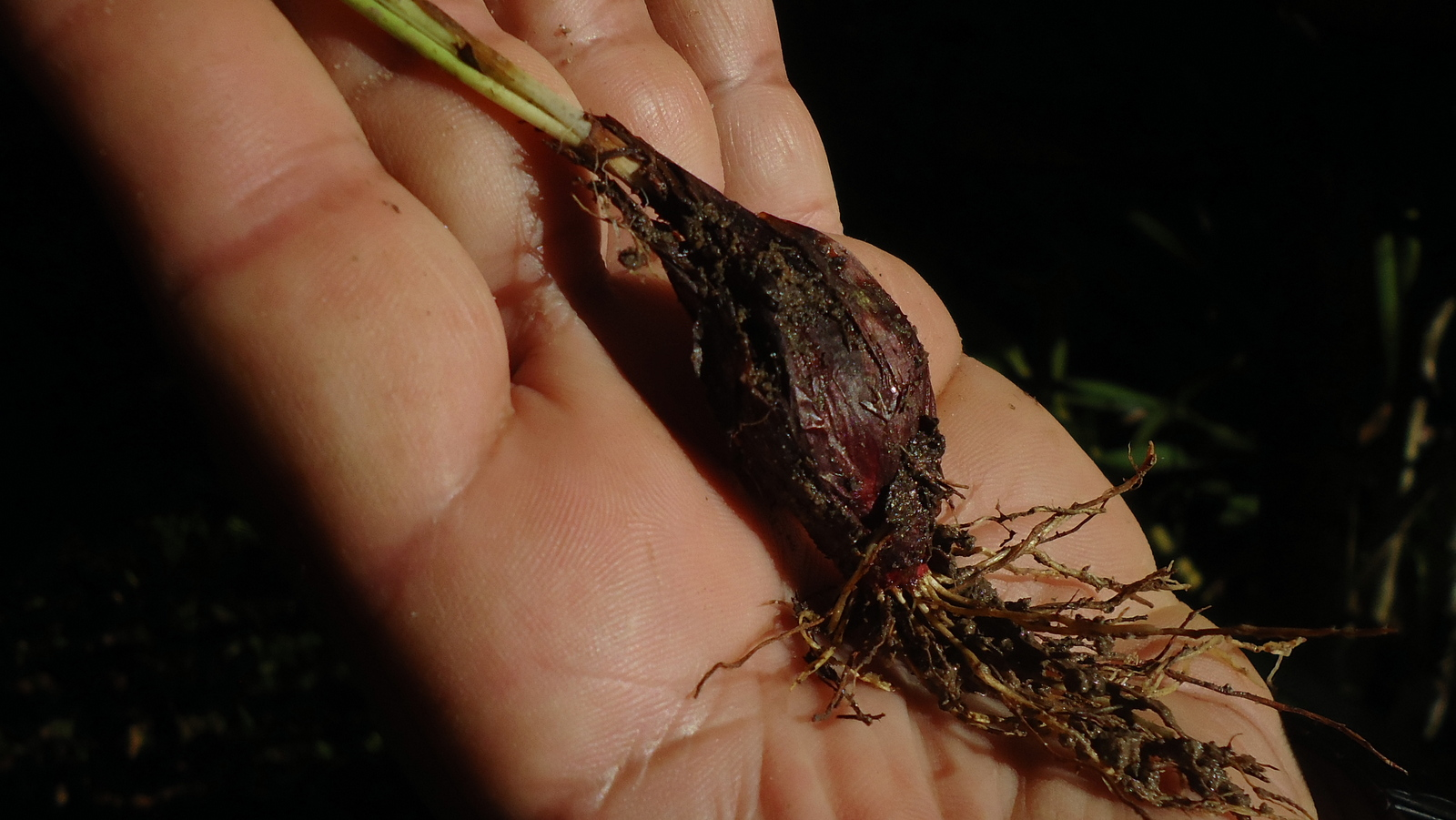
Bulbe de Eleutherine bulbosa
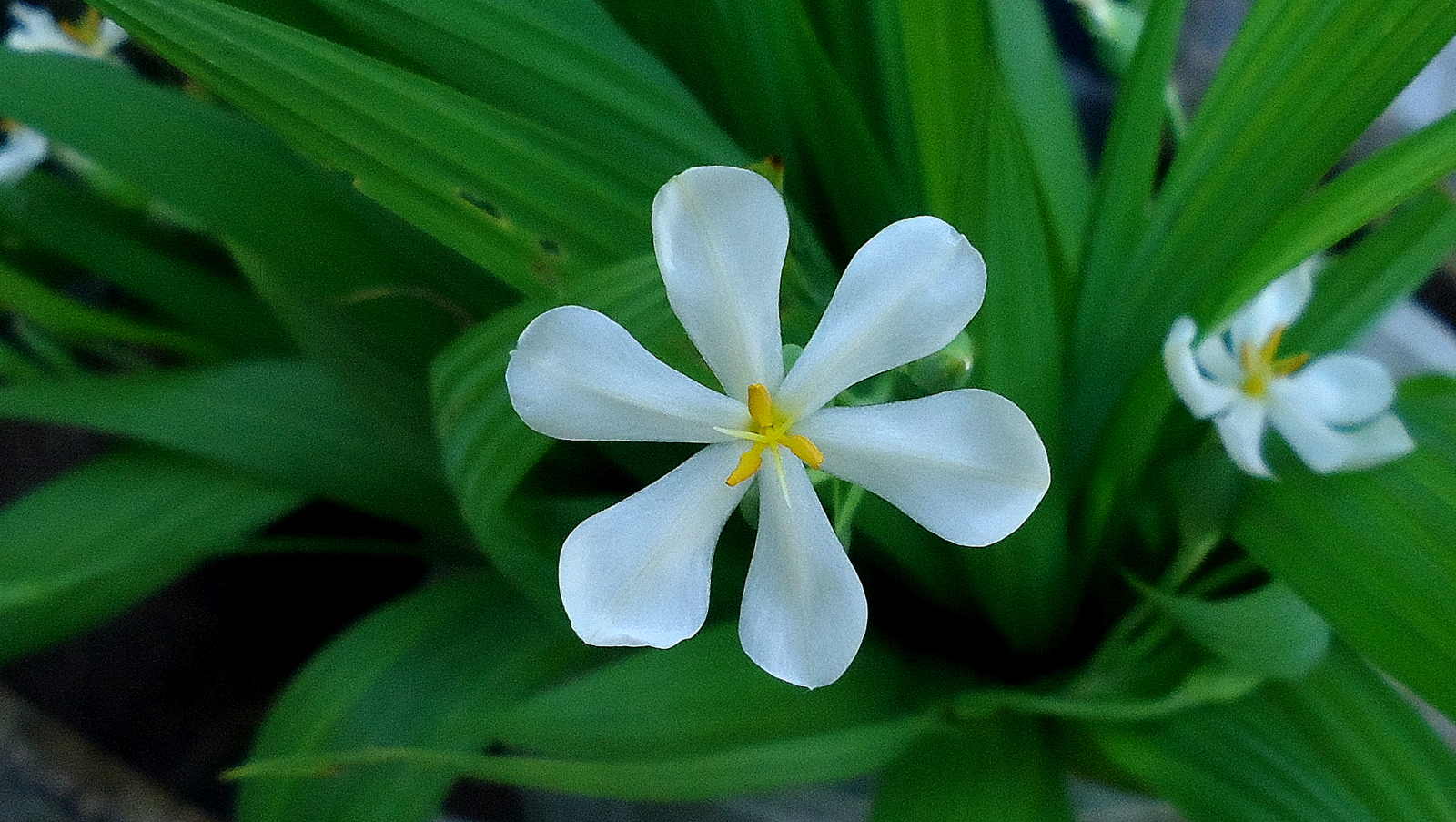
Fleur de Eleutherine bulbosa dans l'Etat de Bahia (Brésil)
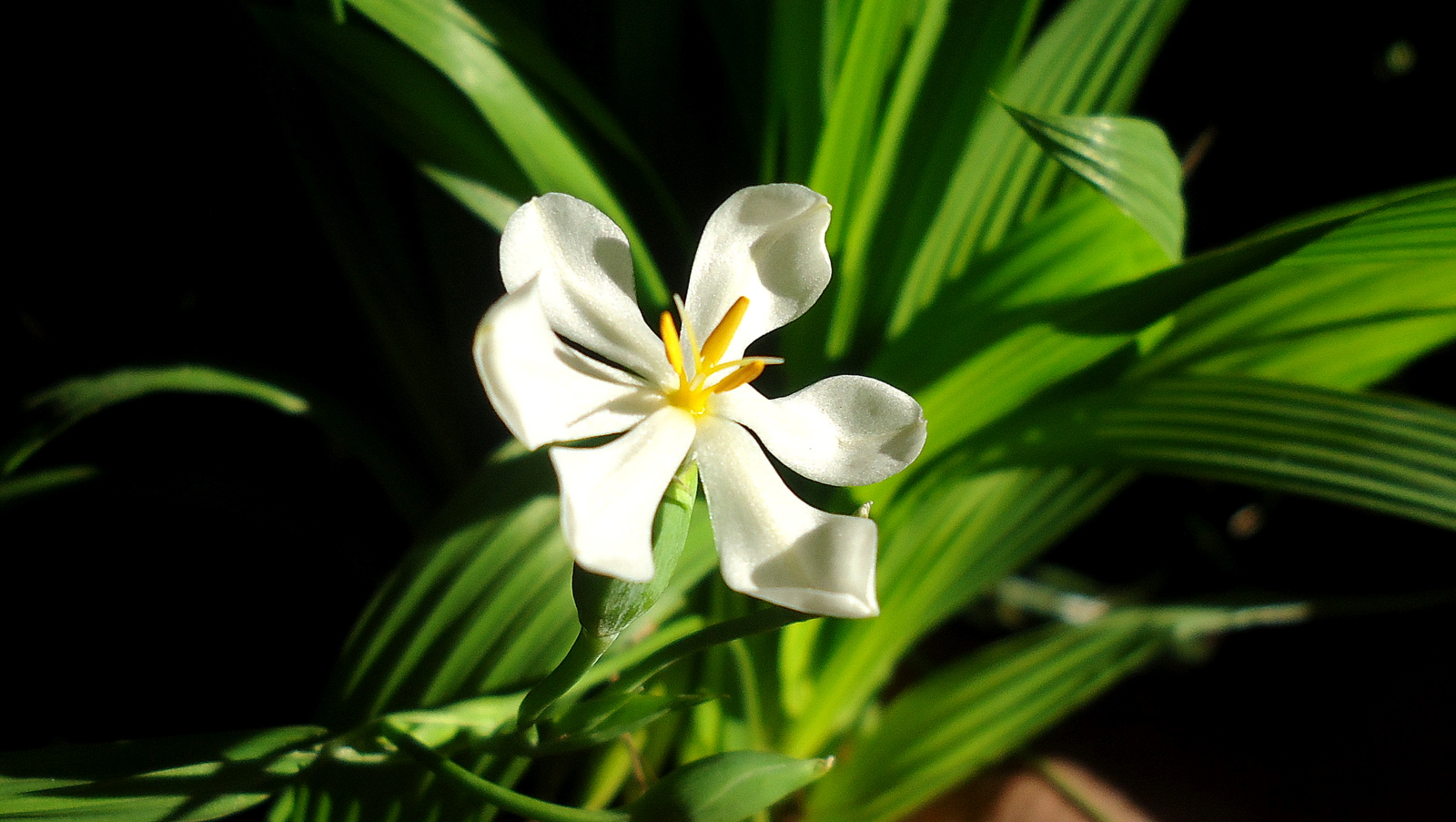
Fleur de Eleutherine bulbosa
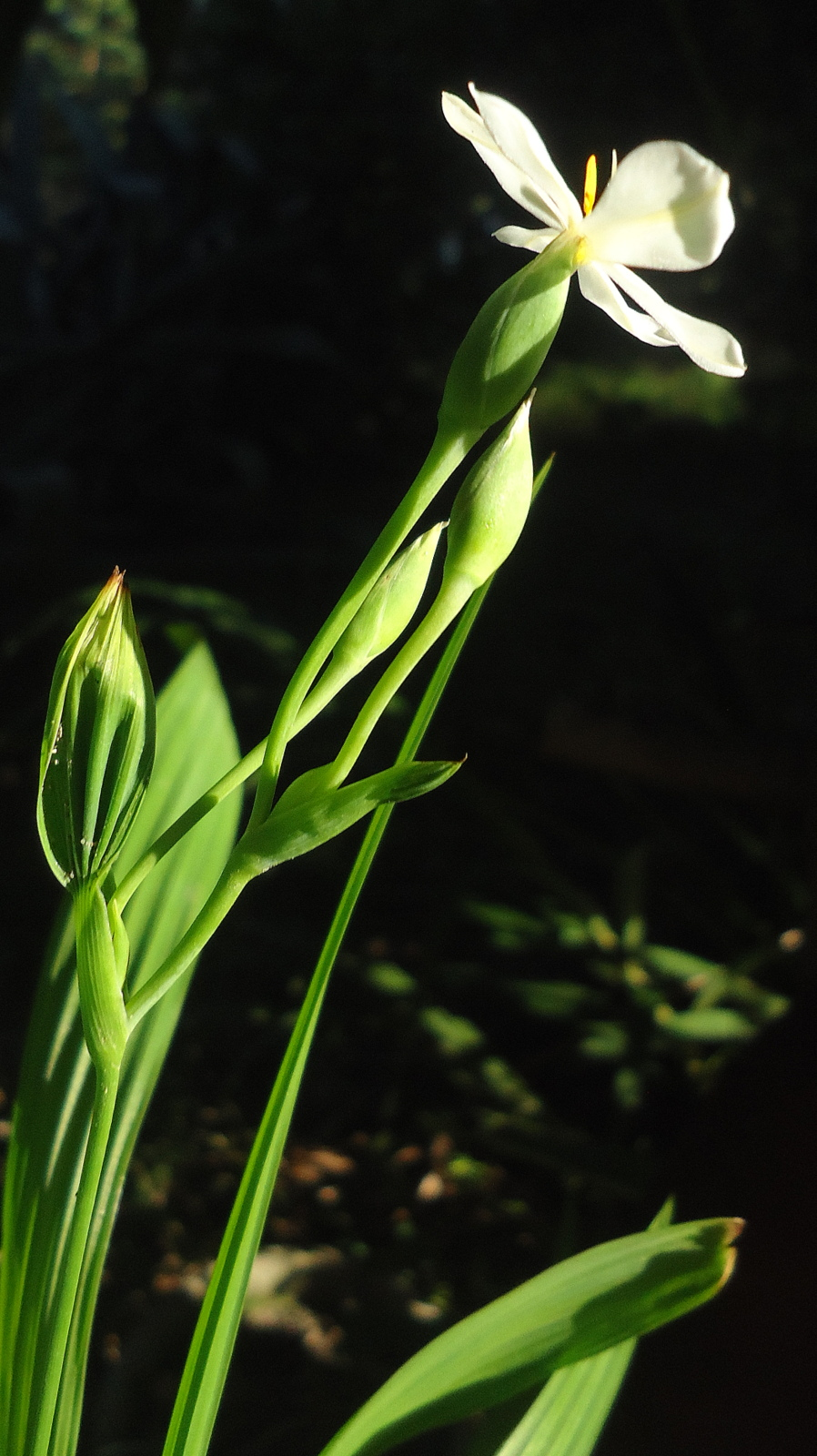
Fleur de Eleutherine bulbosa
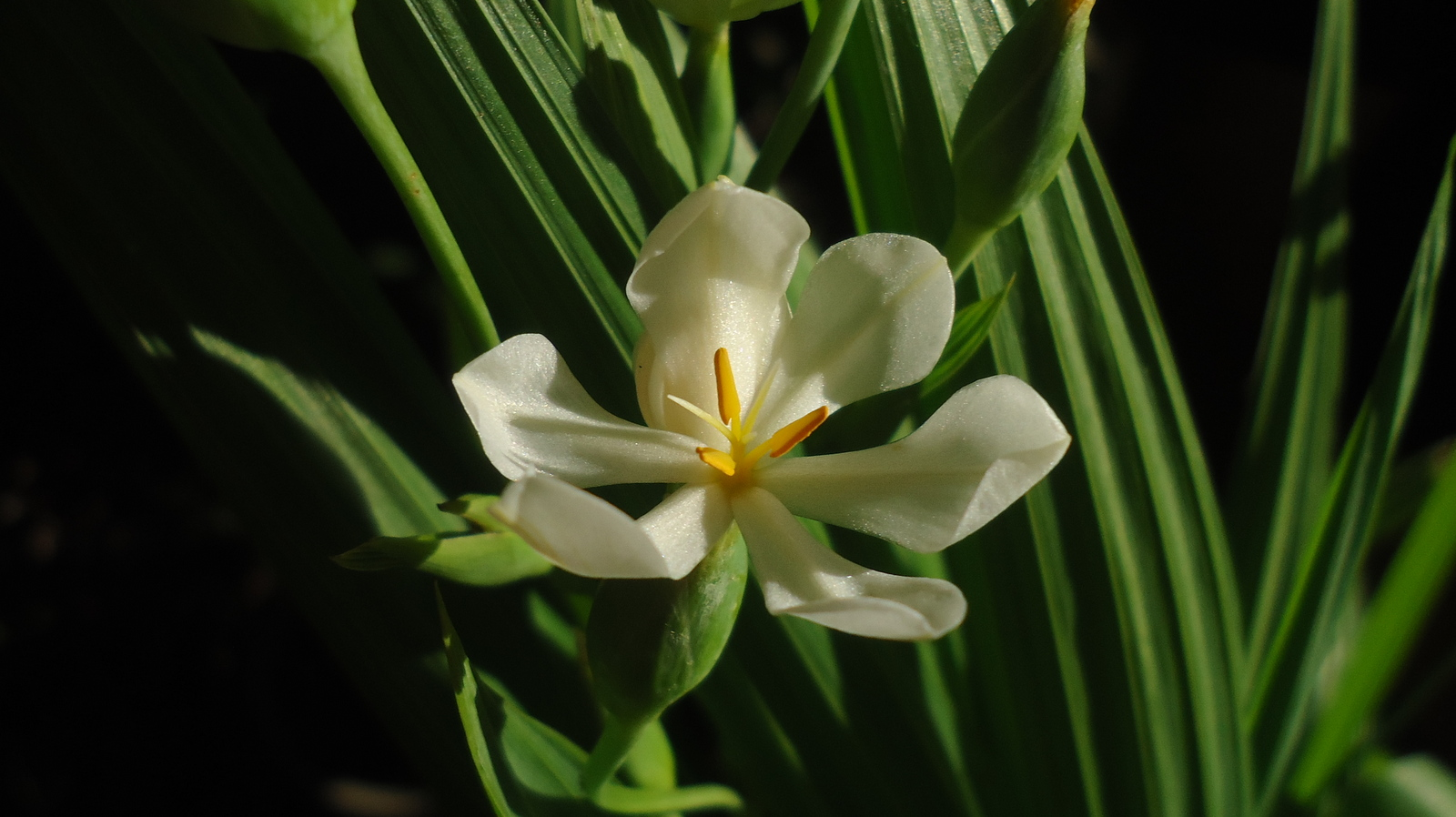
Fleur de Eleutherine bulbosa
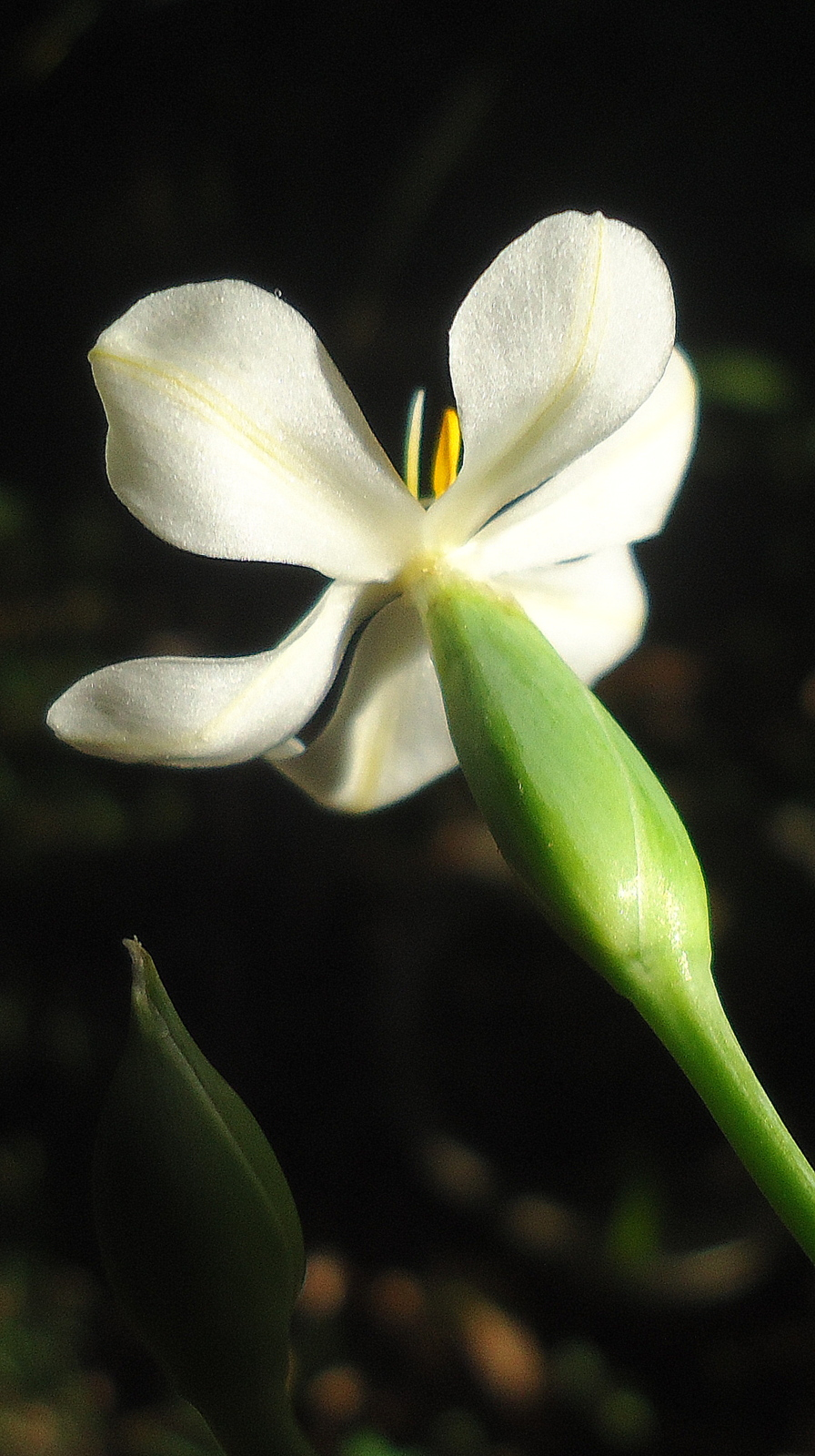
Fleur de Eleutherine bulbosa
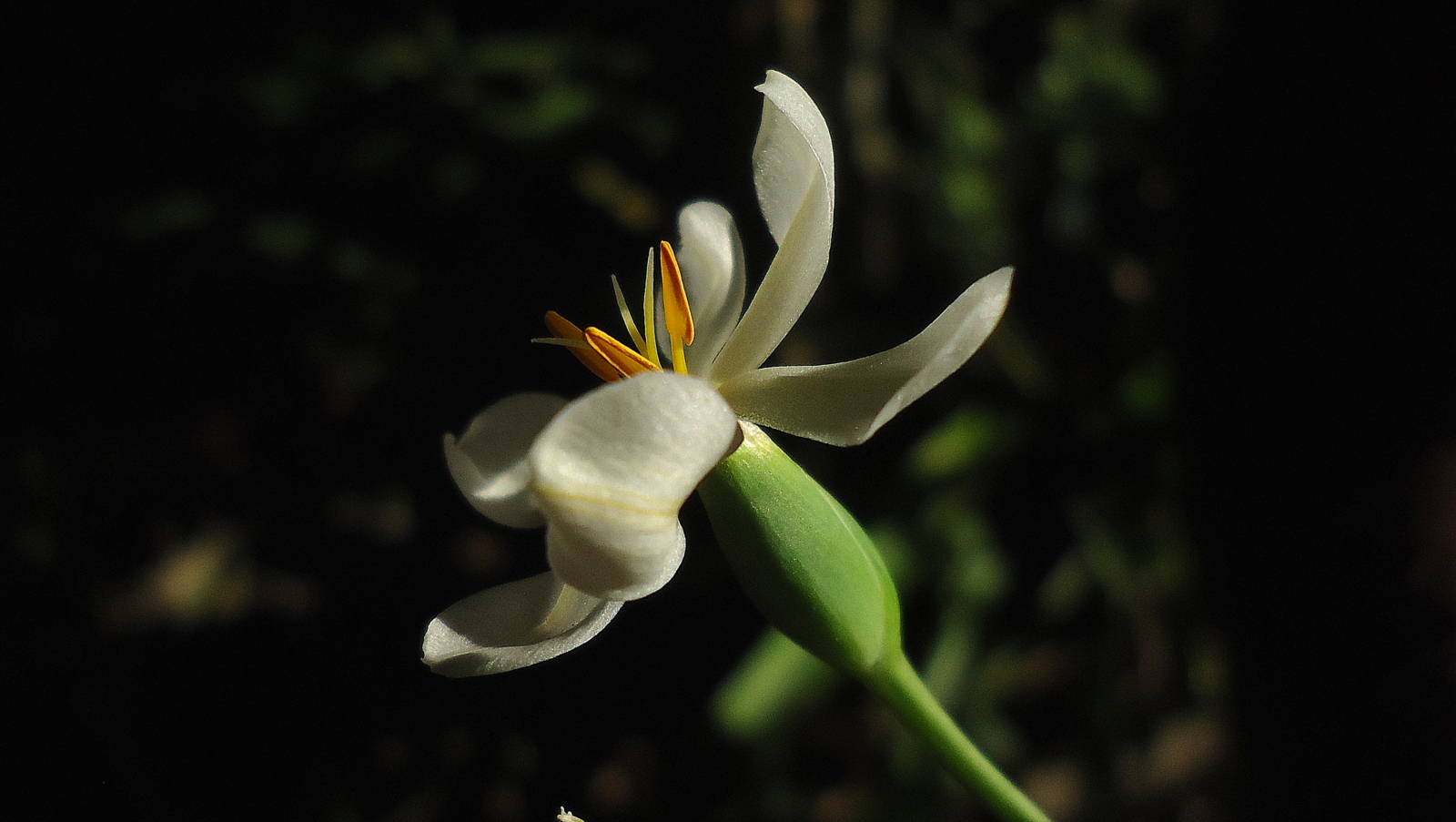
Fleur de Eleutherine bulbosa
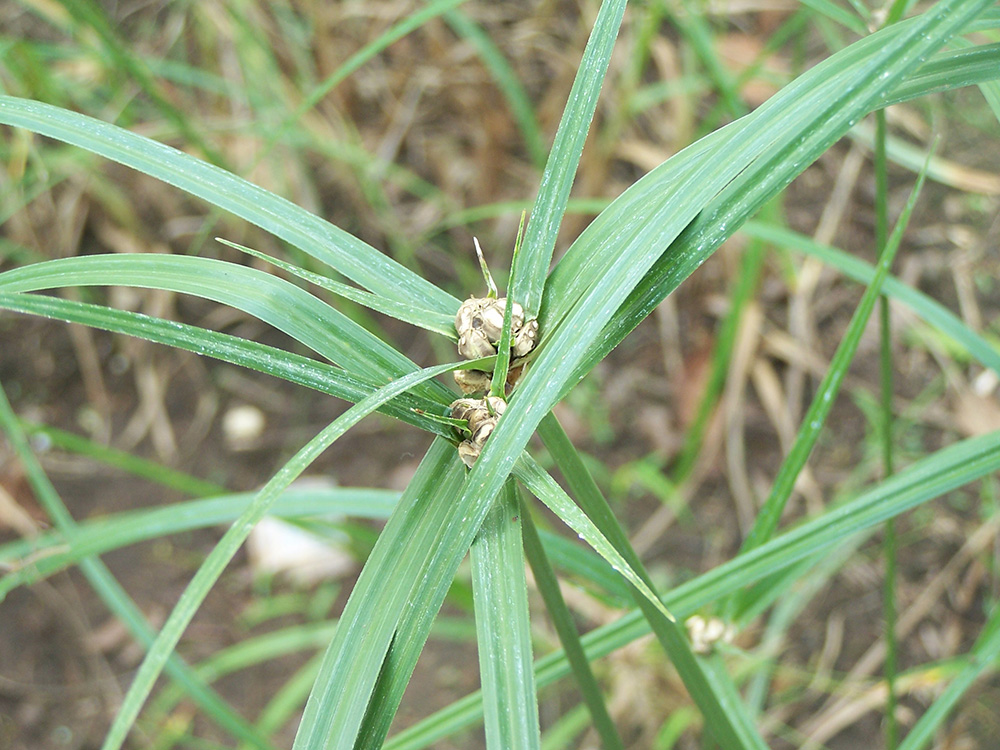
Eleutherine bulbosa en fruits au jardin botanique du "Centre Takiwasi" (Tarapoto, Pérou)